# (5242) Kenreimonin
(5242) Kenreimonin est un astéroïde de la ceinture principale d'astéroïdes.

## Description
(5242) Kenreimonin est un astéroïde de la ceinture principale d'astéroïdes. Il fut découvert par Shigeru Inoda et Takeshi Urata le 18 janvier 1991 à Nasukarasuyama. Il présente une orbite caractérisée par un demi-grand axe de 2,802 UA, une excentricité de 0,066 et une inclinaison de 2,869° par rapport à l'écliptique.
Il fut nommé en hommage à Tokuko Kenreimon-in (1155-1213), impératrice douairière Kenrei, fille de Taira no Kiyomori et mère de l'empereur Antoku. Elle fut sauvée de la noyade après la bataille de Dan-no-ura en 1185.

## Compléments